# Max patineur : Les Débuts d'un patineur
 (juillet 2025).
Pour plus de détails, voir Fiche technique et Distribution.
Max patineur : Les Débuts d'un patineur est un film muet français réalisé par Louis Gasnier, sorti en 1907.

## Synopsis
Max a décidé d'aller patiner sur un lac gelé. Il paye son entrée et les employés lui fixent les patins aux pieds. Puis il s'élance sur le miroir. Mais pour ses débuts il tombe très souvent ayant du mal à récupérer son chapeau tombé sur la glace. Il se fait aider par un homme plus expérimenté, mais Max revient sur la berge fourbu, courbaturé.

## Fiche technique
- Titre : Max patineur : Les Débuts d'un patineur
- Réalisation : Louis Gasnier
- Scénario : Louis Gasnier
- Société de production : Pathé Frères
- Pays d'origine :  France
- Langue : film muet avec les intertitres en français
- Format : Noir et blanc — 35 mm — 1,33:1 — Muet
- Genre : Comédie
- Lieu de tournage : Lac Daumesnil
- Durée : 5 minutes
- Dates de sortie :
  -  France : 10 mai 1907

## Distribution
- Max Linder : Max